# Temple du Divin Claude
Le temple du Divin Claude (en latin : Templum Divi Claudi ou Claudianum) est un grand ensemble monumental construit à Rome à partir du milieu du Ier siècle comprenant une grande terrasse soutenue par un imposant soubassement, entourée par un portique et occupée par un jardin et un temple dédié au défunt empereur Claude déifié. Son successeur Néron entreprend un réaménagement du complexe pour l'intégrer dans sa Domus aurea et y fait ajouter un grand nymphée. Le monument est modifié une dernière fois de façon importante sous Vespasien. Il ne reste aujourd'hui que des vestiges du soubassement encore visibles sur les pentes du Caelius.

## Localisation
Le temple et la grande terrasse sur laquelle il est construit occupe la pointe occidentale du Caelius tournée vers le Colisée et vers le Palatin (Regio II),, peut-être sur le site de l'ancienne résidence privée de Claude et Agrippine, à proximité de l'antique domus de la gens Claudia. Le site est aujourd'hui occupé par le jardin du monastère des Passionistes.

## Histoire

### La construction
La construction du temple débute en 54 apr. J.-C. à l'instigation de l'impératrice Agrippine la Jeune, peu après la mort et la déification de son oncle et époux, l'empereur Claude. Il s'agit alors du plus grand temple dédié à un empereur divinisé.
Deux statues fragmentaires ont été découvertes sur le site, un corps d'enfant debout sans tête en 1651 et d'autres représentant une prêtresse en 1885. Toutes deux sont sculptées dans une pierre égyptienne assez rare, le grauwacke, utilisée pour les membres de la famille impériale, ce qui a conduit à les identifier à des statues d'Agrippine la Jeune en prêtresse et de Britannicus, ensemble familial décorant le temple de Claude.

### Le réaménagement de Néron

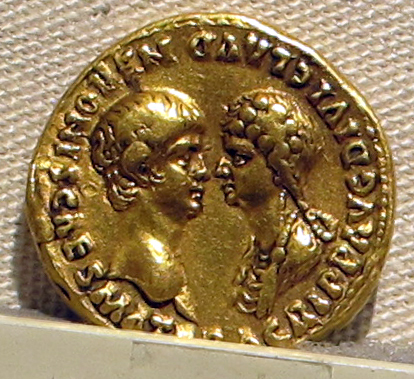
Néron et sa mère Agrippine sur une pièce de monnaie romaine.

Le complexe est partiellement détruit par Néron en 59 apr. J.-C. peu après qu'il a fait condamner sa mère Agrippine à mort, fait annuler ou suspendre le décret du Sénat proclamant la divinisation de Claude et abandonner le titre de Divus Filius. Ce changement d'attitude qui intervient seulement cinq ans après la mort de Claude peut s'expliquer par l'influence grandissante de Sénèque, ennemi juré d'Agrippine avec qui il a partagé la tutelle du jeune Néron. La démolition reste en fait très limitée et ne concerne que le temple lui-même, Néron conservant la grande plateforme. Ce dernier souhaite probablement récupérer en partie l'espace occupé par le temple sur le Caelius pour l'intégrer dans les jardins de la Domus aurea. C'est dans cette optique qu'il fait ajouter un nymphée monumental dissimulant le soubassement sur son côté oriental. La destruction partielle ou l'interruption des travaux, dans l'hypothèse où ils n'étaient pas achevés au moment de l'annulation du décret sénatorial, a peut-être également pour but de faciliter les travaux de prolongement de l'aqueduc de l'Aqua Claudia, projet néronien, qui achève sa course dans un réservoir érigé à proximité immédiate du complexe (iuxta templum Divi Claudii),,,. Il ne s'agit donc pas d'une véritable démolition du complexe, en effet la destruction d'un édifice de telles dimensions occasionnerait des efforts et un coût importants qui n'auraient été d'aucun bénéfice pour Néron. Il s'agit plutôt d'une destruction symbolique, l'édifice perdant sa fonction première avec l'annulation du décret du Sénat et étant incorporé à la Domus aurea, projet personnel de l'empereur Néron qui se réapproprie ainsi l’œuvre de ses prédécesseurs. Des sacrifices sont donnés en l'honneur de Claude dans le temple d'Auguste en 58 et 59 puis la pratique cesse avant d'être signalée de nouveau en 66, signe que le culte impérial de Claude a été réhabilité avant la fin du règne de Néron.

### La reprise des travaux

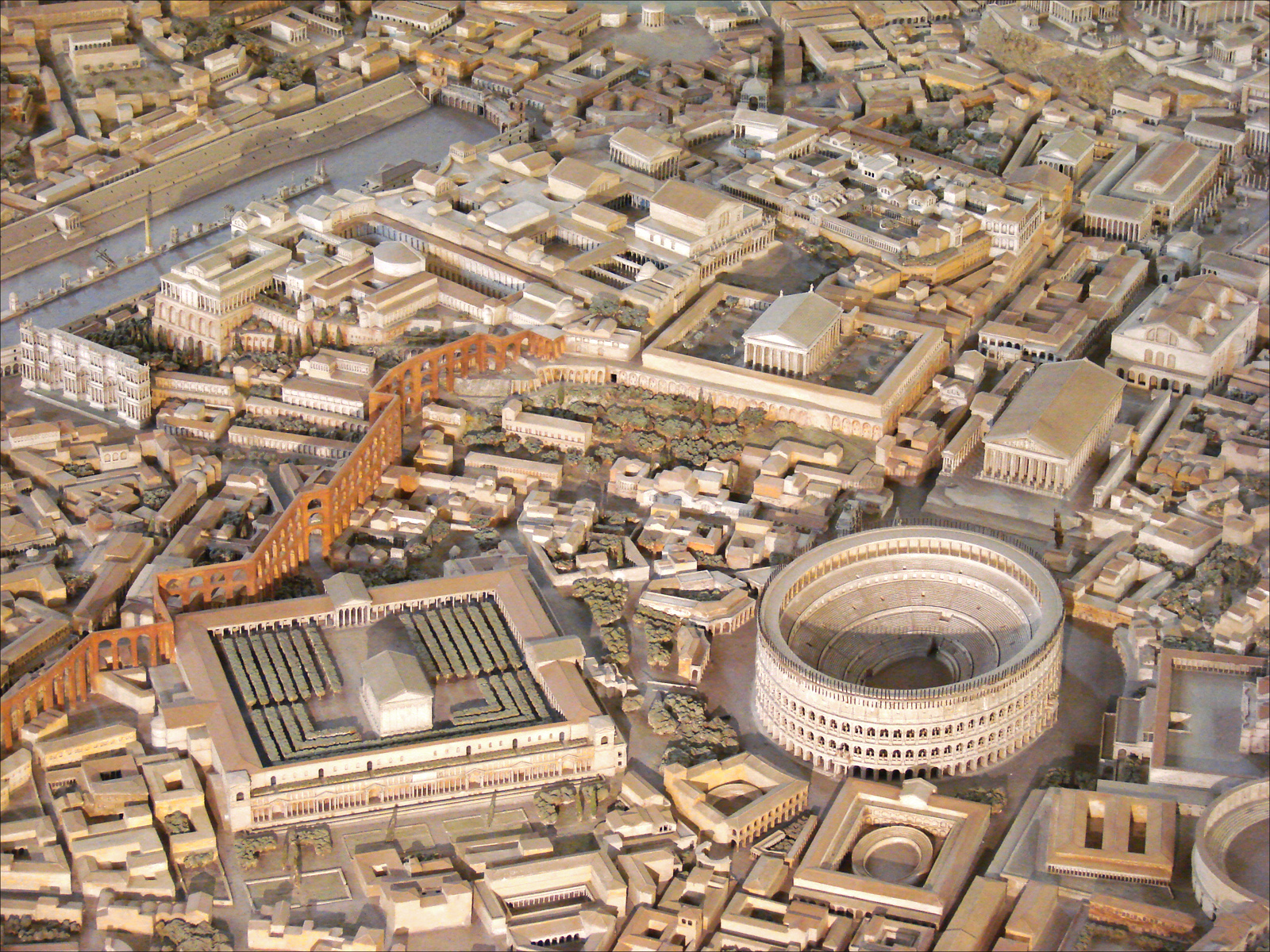
Le temple du Divin Claude en bas, à gauche du Colisée, sur la maquette d'Italo Gismondi. C'est le côté du soubassement réaménagé en nymphée par Néron qui est visible.

Après la mort de Néron en 68 et la restitution au peuple des terres confisquées pour la construction de l'immense Domus aurea, un des premiers actes significatifs en matière de culte impérial est la reprise de la construction et la dédicace du temple de Claude par Vespasien,. Il est difficile de savoir s'il s'agit d'une reconstruction complète ou d'une restauration plus modeste mais suffisante pour que Vespasien l'utilise pour symboliser sa volonté d'établir un lien avec la dynastie des Julio-Claudiens, se présentant comme un nouvel Auguste,,. Il inscrit le temple de Claude dans un complexe plus vaste comprenant la nouvelle Meta Sudans, le forum de la Paix et surtout l'amphithéâtre flavien. Le nouveau temple n'abrite pas seulement un culte impérial mais comporte aussi un grand parc arboré orné de fontaines et de sculptures que Vespasien ouvre au public, contrastant avec la démesure de Néron s'appropriant des hectares pour son seul usage.

### Le temple au Moyen-Âge et à la Renaissance
À partir du Moyen-Âge puis sous la Renaissance, les vestiges du grand complexe servent de carrière d'où sont extraits d'importants volumes de matériaux, expliquant le mauvais état de conservation du monument. Une notice datée de 1003 mentionne une carrière de tuf sur le Caelius qui pourrait correspondre au complexe. En 1641, les blocs du soubassement occidental sont jetés à terre et réemployés dans de nouvelles constructions. Enfin, l'église et le palais San Marco sont en partie construits avec des blocs de travertin retrouvés près de l'arc de Constantin, provenant probablement du soubassement du temple. Celui-ci, qui a complètement disparu aujourd'hui, est mentionné une dernière fois au cours du XIVe siècle dans une bulle du pape Honorius III, datée de 1217.

## Description

### Le temple

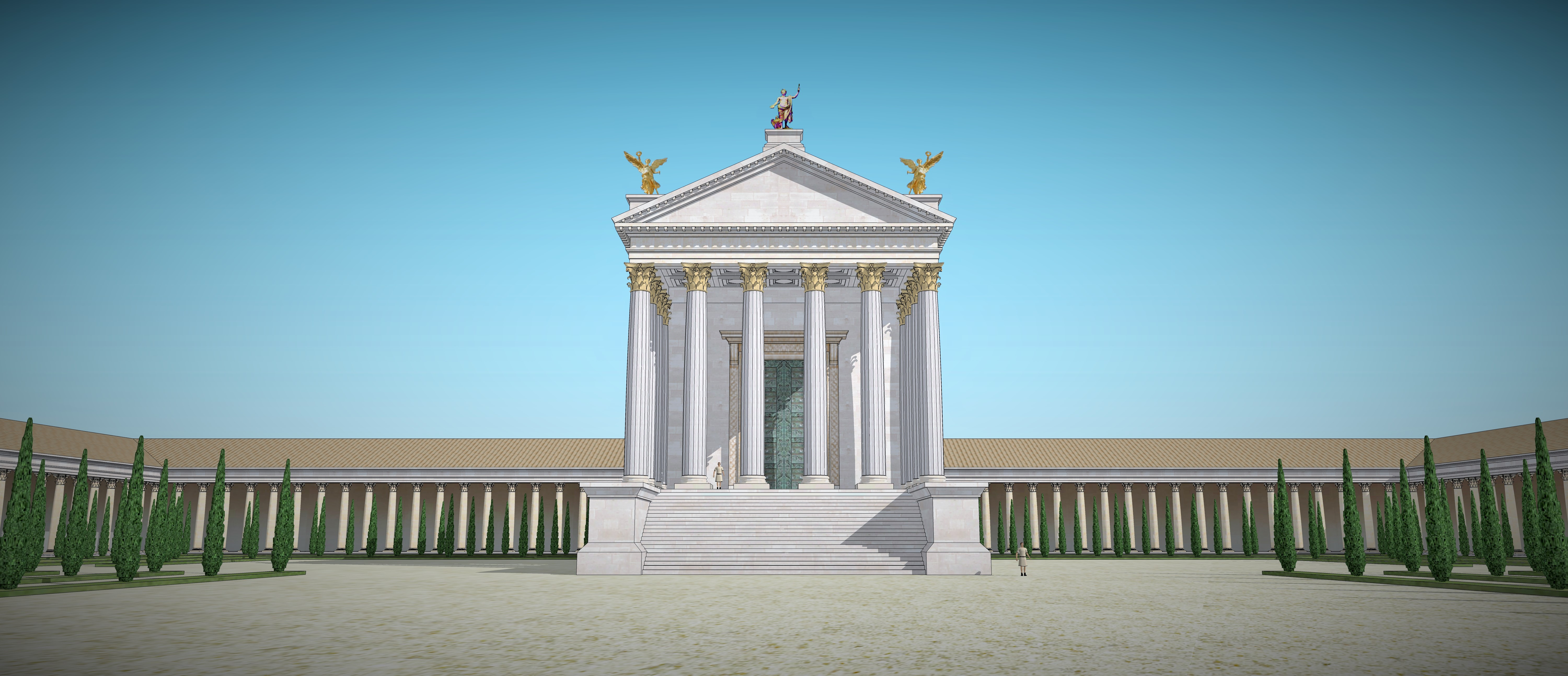
Restitution du temple du divin Claude, à Rome.

Quasiment aucun vestige de la structure architectonique du temple à proprement parler n'a été conservé et les quelques éléments retrouvés (morceaux de chapiteaux corinthiens, d'une base ionique et de corniches) n'ont peut-être pas appartenu au temple. Il est toutefois possible de proposer une reconstitution du temple à partir de croquis de fragments de la Forma Urbis portant la mention EMPLVM DIV reconstituée en TEMPLVM DIVI CLAVDI,, fragments également perdus aujourd'hui. Sur ces dessins du XVIe siècle, le temple apparaît comme prostyle, pseudo-périptère et pentastyle avec trois colonnes libres en retour et huit colonnes engagées dans les murs de la cella. La forme pentastyle n'étant pas utilisée dans l'architecture romaine, les archéologues y voient une erreur de relevé, les croquis étant de qualité inégale, et proposent de restituer le temple comme hexastyle, ou octastyle,. Toutefois, il paraît plus probable que l'auteur des croquis ait oublié de représenter une colonne que trois. Les dimensions du podium sont évaluées à 46,3 × 22,5 mètres. Il est orienté selon un axe est-ouest, tourné vers l'ouest, faisant face au Palatin,.
Des fragments de la décoration architectonique du temple ont été conservés en étant incorporés dans un mur entourant le jardin du couvent des Passionistes. Des fragments de feuilles d'acanthe et de bases appartenant peut-être aux colonnes du temple indiquent que ce dernier est d'ordre corinthien. D'après les mesures des dimensions des fragments, les chapiteaux corinthiens devaient atteindre 2 mètres de haut, soutenus par des colonnes de 17,68 mètres, des proportions similaires au temple de Mars vengeur du forum d'Auguste. À ces fragments s'ajoutent celui de l'architrave en marbre de Luni de 2,5 mètres de long, 0,76 mètre de profondeur et 0,53 mètre de hauteur.

### Le portique

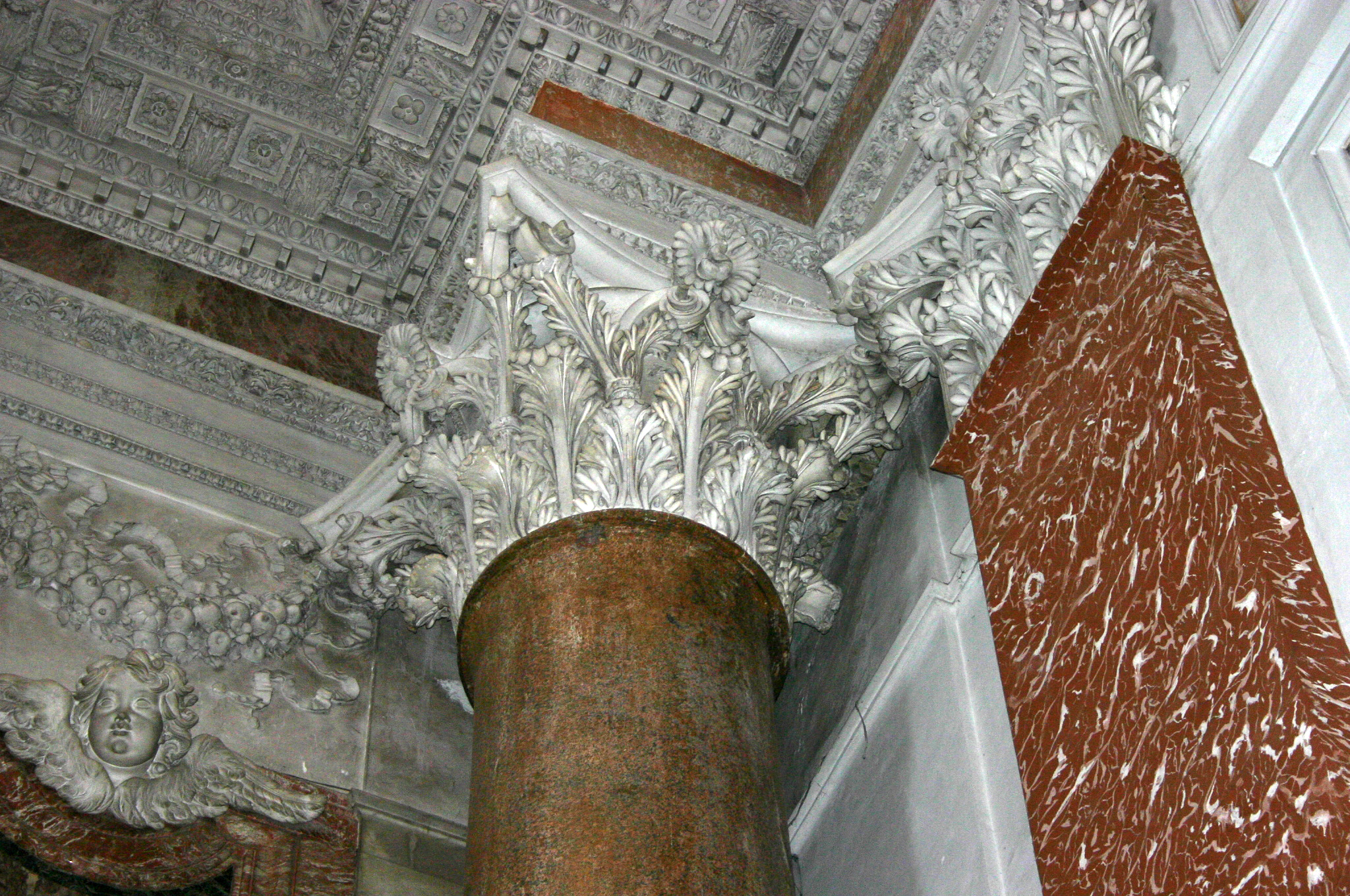
Chapiteau corinthien d'un propylée du Claudianum réemployé pour décorer l'intérieur de l'église Santa Maria degli Angeli.

L'espace autour du temple a pu être entouré par un grand quadriportique, un hypothétique porticus Claudia. Toutefois, ce portique n'est pas représenté clairement sur les fragments de la Forma Urbis où n'apparaissent que des lignes parallèles sans mention de colonnades ou d'arcades et il n'en reste aucun vestige. Un portique d'une telle longueur a pourtant nécessité un nombre important de colonnes mais aucune base, aucun fût ni aucun chapiteau ne nous sont parvenus. Trois églises construites à proximité contiennent des fûts en granit d'époque antique mais les dimensions ne semblent pas correspondre au portique du Claudianum mais plutôt au péristyle de la caserne de la Ve cohorte de vigiles ou à celui des Castra Peregrina, plus proches.
Si sur la Forma Urbis les lignes parallèles encadrant l'espace occupé par le temple représentent le portique, auquel Martial semble faire allusion dans une épigramme, l'allée couverte serait large de 9,5 mètres. Cette représentation simplifiée est déjà attestée pour d'autres monuments sur le plan de marbre comme le Forum Transitorium pour lequel les grandes colonnades latérales ne sont pas explicitement représentées. La hauteur des colonnes du portique est évaluée à 8,04 mètres en comparaison avec d'autres monuments contemporains présentant une disposition et des dimensions similaires comme le forum de la Paix ou le forum de Tarraco.
La terrasse du Claudianum devait être desservie par deux escaliers monumentaux marqués par des propylées à leur intersection avec le portique, le premier sur le côté occidental face au Palatin et le deuxième sur le côté septentrional face au Colisée. Si aucun indice archéologique ne vient confirmer la présence d'un grand portique sur le périmètre, des vestiges confirment la présence d'au moins un des deux propylées dans l'axe de l'escalier d'accès à la terrasse sur le côté septentrional,, composé de colonnes corinthiennes de 13,22 mètres de haut. Un des chapiteaux corinthiens de 1,47 mètre de haut retrouvé sur place à la Renaissance est réemployé en 1565 lors de la construction de l'église Santa Maria degli Angeli qui occupe l'intérieur du frigidarium des thermes de Dioclétien.

### Le jardin
L'espace de la plateforme délimité par le portique est occupé par un grand jardin arboré. Ce dernier est représenté sur les fragments de la Forma Urbis par une série de lignes doubles parallèles à l'axe du temple puis une série de lignes perpendiculaires à la première série en arrière du temple pour une forme générale en U,. L'espace en avant du temple devait être laissé libre. Ce type de lignes doubles est normalement utilisé sur le plan de marbre pour figurer des murs aux épaisseurs variables. Toutefois, la disposition des lignes autour du temple exclue la présence de murs concentriques et il est plus probable qu'il s'agisse d'une représentation simplifiée de jardins composés d'alignements réguliers de haies ou d'arbres tels que des cyprès,.
Selon une autre hypothèse, les lignes ne représentent pas directement les haies ou les arbres mais des petits canaux permettant l'irrigation des végétaux. Cinq tronçons de canaux en marbre de Luni régulièrement perforés, exposés dans le jardin des Passionistes, pourraient correspondre à cette installation, similaires dans sa représentation sur le plan de marbre avec le dispositif hydraulique du forum de la Paix.

### Le soubassement et édifices annexes
L'imposant soubassement de la terrasse mesure approximativement 180 mètres sur 200 mètres (plus précisément 177,6 × 199,8 mètres si on prend le périmètre extérieur sur la Forma Urbis), pour une altitude à son sommet de 50 mètres. On peut distinguer trois phases de construction.
La première phase correspond au plan initial mis en œuvre peu après la mort de Claude. La terrasse est de dimensions un peu plus modestes (156 × 182,5 mètres). Les façades du soubassement sont aménagées en une série de boutiques (tabernae) au niveau de la rue en contrebas, avec des murs de 1,2 mètre d'épaisseur délimitant un espace d'environ 3,5 mètres de large pour 6,75 mètres de profondeur pour chaque boutique.
La deuxième phase fait suite à l'annulation du décret de déification de Claude par Néron qui intègre le Claudianum dans les jardins de la Domus aurea. Cette phase est marquée par l'ajout d'un nymphée qui couvre tout le côté oriental, projetant sa façade à 9,5 mètres par rapport à la façade initiale. Du côté occidental, la façade se double d'un mur en opus caementicium de 1,8 mètre d'épaisseur situé à 3,3 mètres de la façade initiale permettant l'agrandissement de la terrasse supérieure.
Enfin, la troisième phase s'inscrit dans les grands travaux d'urbanisme entrepris par Vespasien avec le démantèlement partiel de la Domus aurea. Le temple du Divin Claude prend alors sa forme définitive encore visible en partie aujourd'hui avec l'agrandissement de la terrasse sur tous les côtés excepté le côté oriental occupé par le nymphée. Le soubassement est également élargi pour soutenir la terrasse et de nouvelles rangées de boutiques sont construites en avant des boutiques plus anciennes, atteignant une profondeur de 9,5 mètres sur le côté septentrional et 6,5 mètres sur le côté oriental.

#### Côté occidental
À l'issue de ces trois phases de construction, le côté occidental se compose d'une double rangée d'arches présentant un bossage rustique marqué (équivalent au style bugnato de la Renaissance), disposées sur deux étages, supportant un entablement et ornées de colonnes et de pilastres doriques semi-engagées. Les arches de l'étage supérieur sont en travertin tandis que les ouvertures de l'étage inférieur sont rectangulaires, encadrées par des briques plutôt que du travertin. L'architecture élaborée de cette façade rappelle celle du théâtre de Marcellus ou du Colisée, avec une attention toute particulière accordée à la taille des blocs et aux éléments de décoration comme les pilastres. L'intérieur est aménagé en une série de pièces construites en opus caementicium recouvert de briques. Ces pièces devaient être utilisées comme boutiques (tabernae). Dans l'une de ces pièces est aménagée une grande citerne alimentée par des conduits qui passent à travers le pavement de la terrasse et qui permettent de drainer l'eau de toute la colline et de l'expulser au niveau de la rue en contrebas. Cet espace est transformé sous Vespasien et devient une annexe du Colisée qui communiquent avec l'amphithéâtre via des passages souterrains creusés sous Domitien.
Au centre, un escalier monumental permet d'accéder au sommet de la plateforme, les vestiges des murs à cet endroit porte encore les traces de cet aménagement. L'escalier enjambe la rue qui longe les arcades et dessert les boutiques.

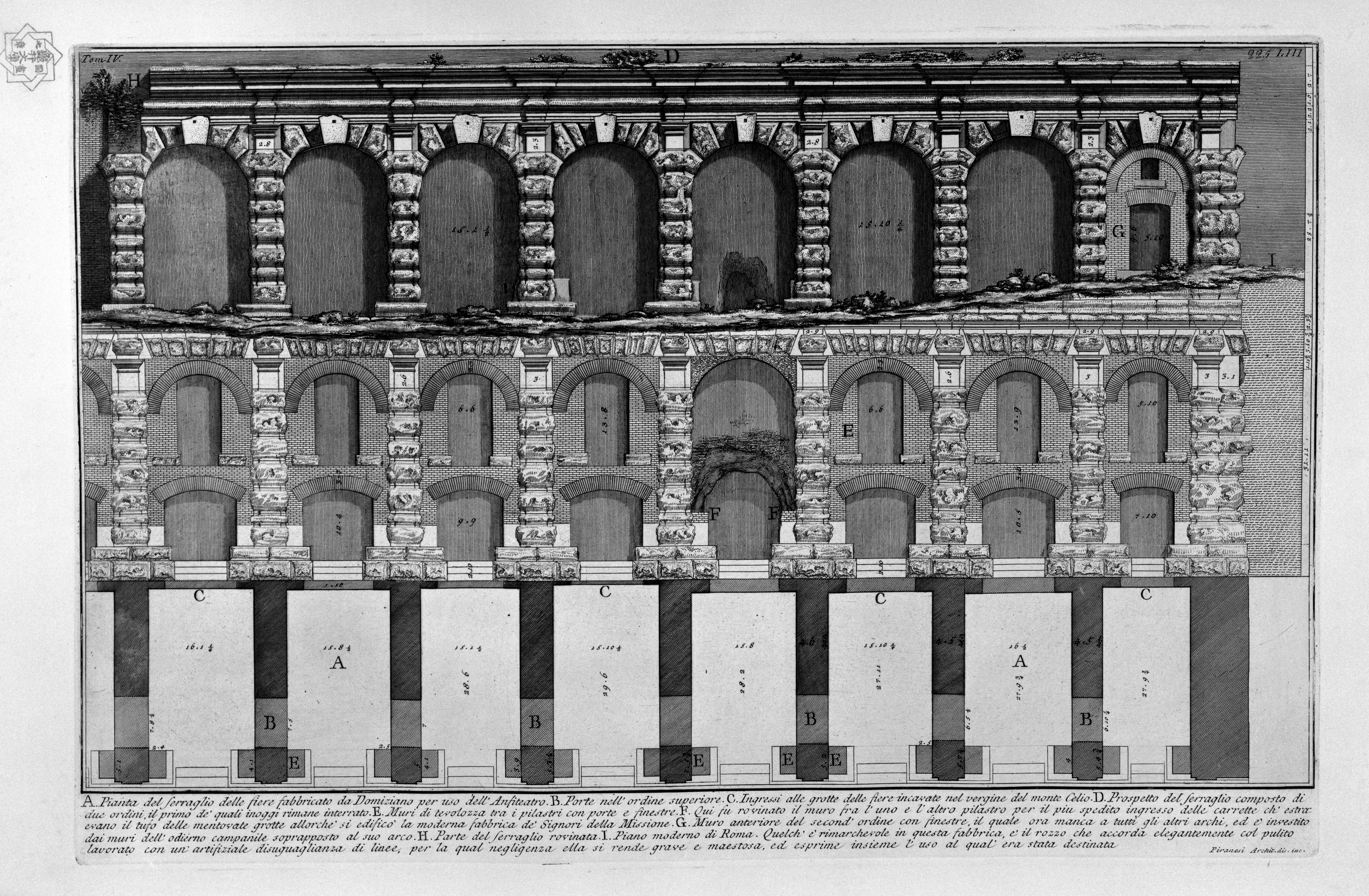
Reconstitution du côté occidental du soubassement, Piranèse.
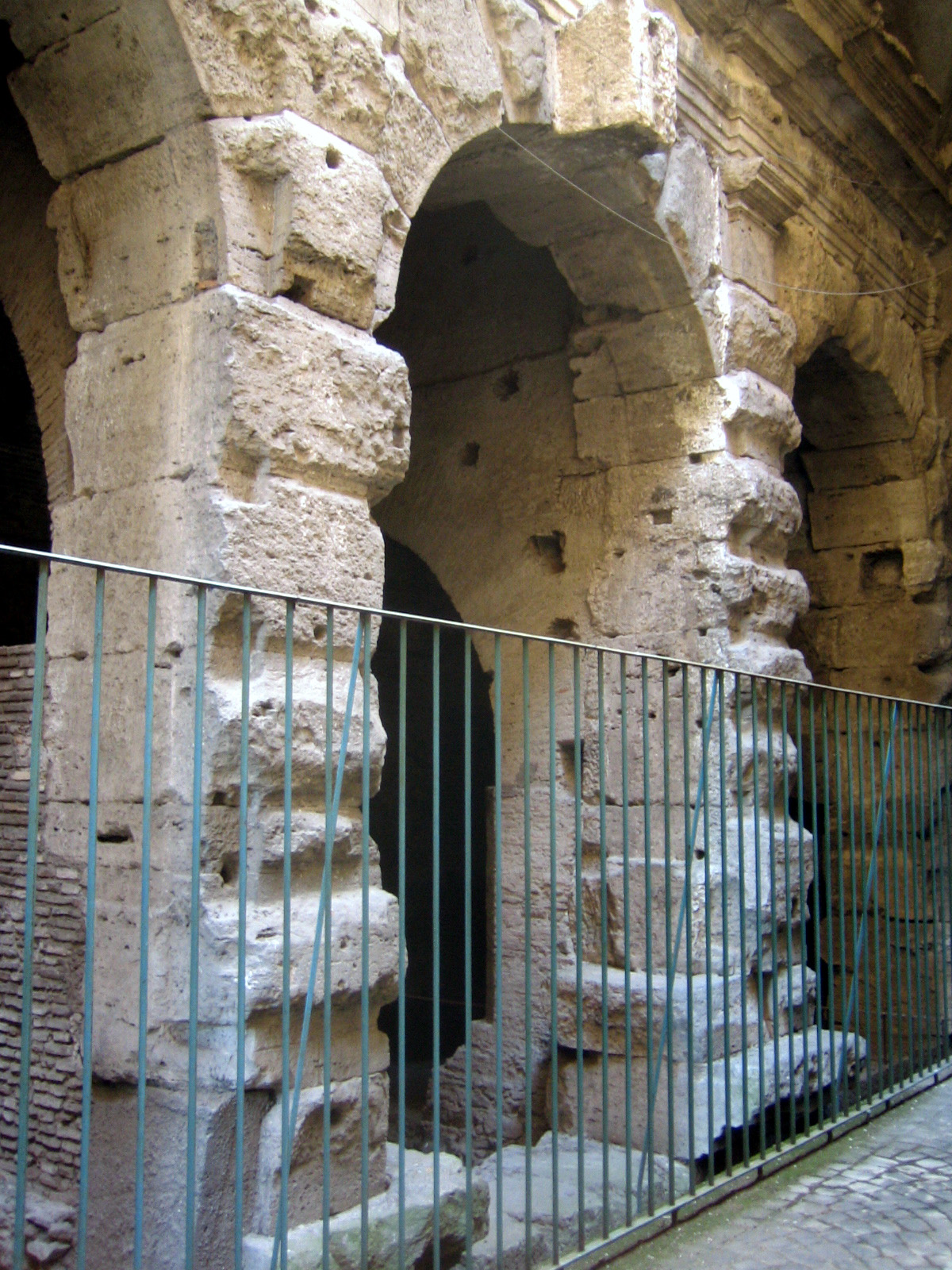
Deuxième rangée d'arcades du côté occidental du soubassement.
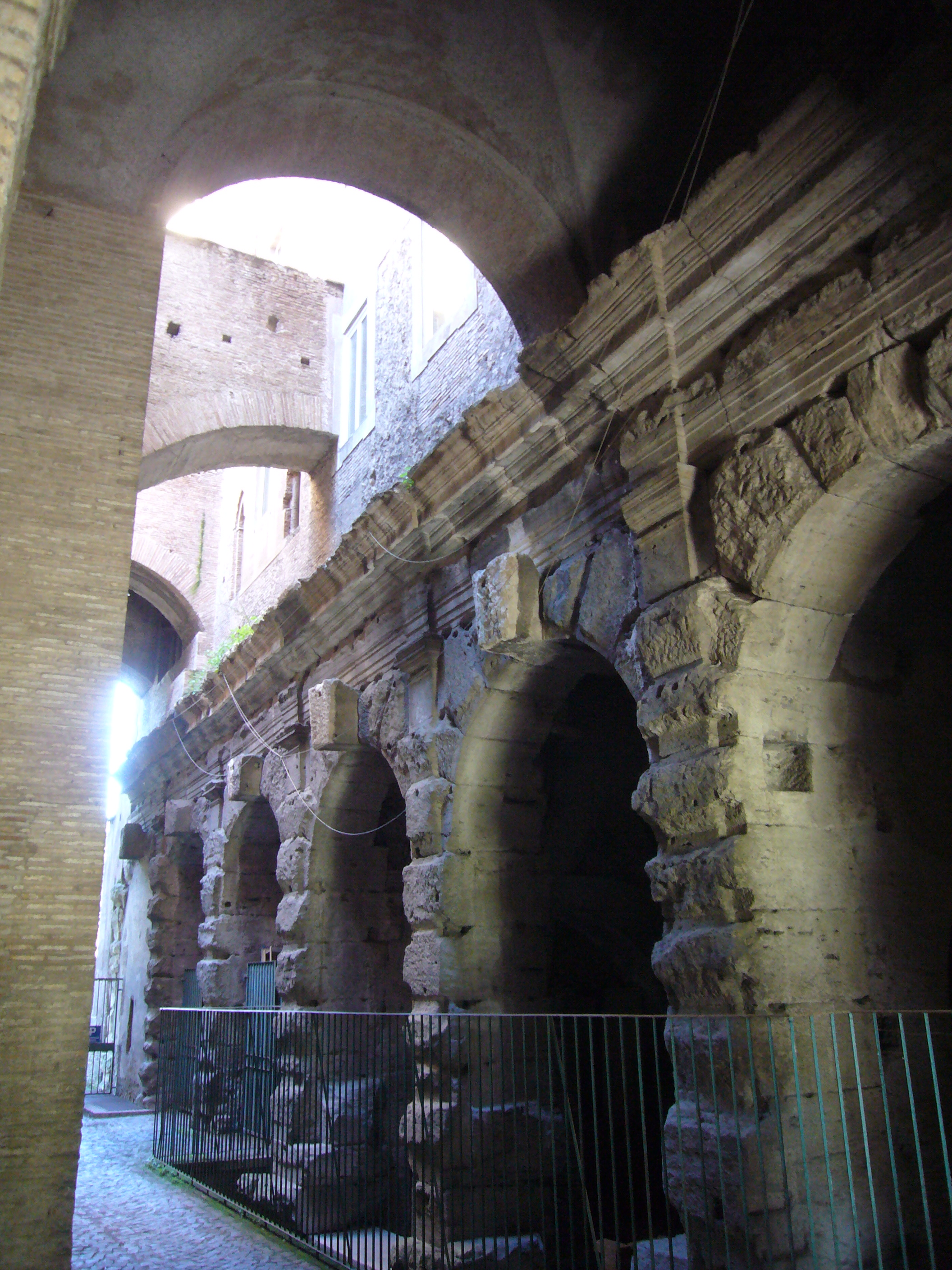
Arcades du côté occidental sous les contreforts du couvent des Passionistes.
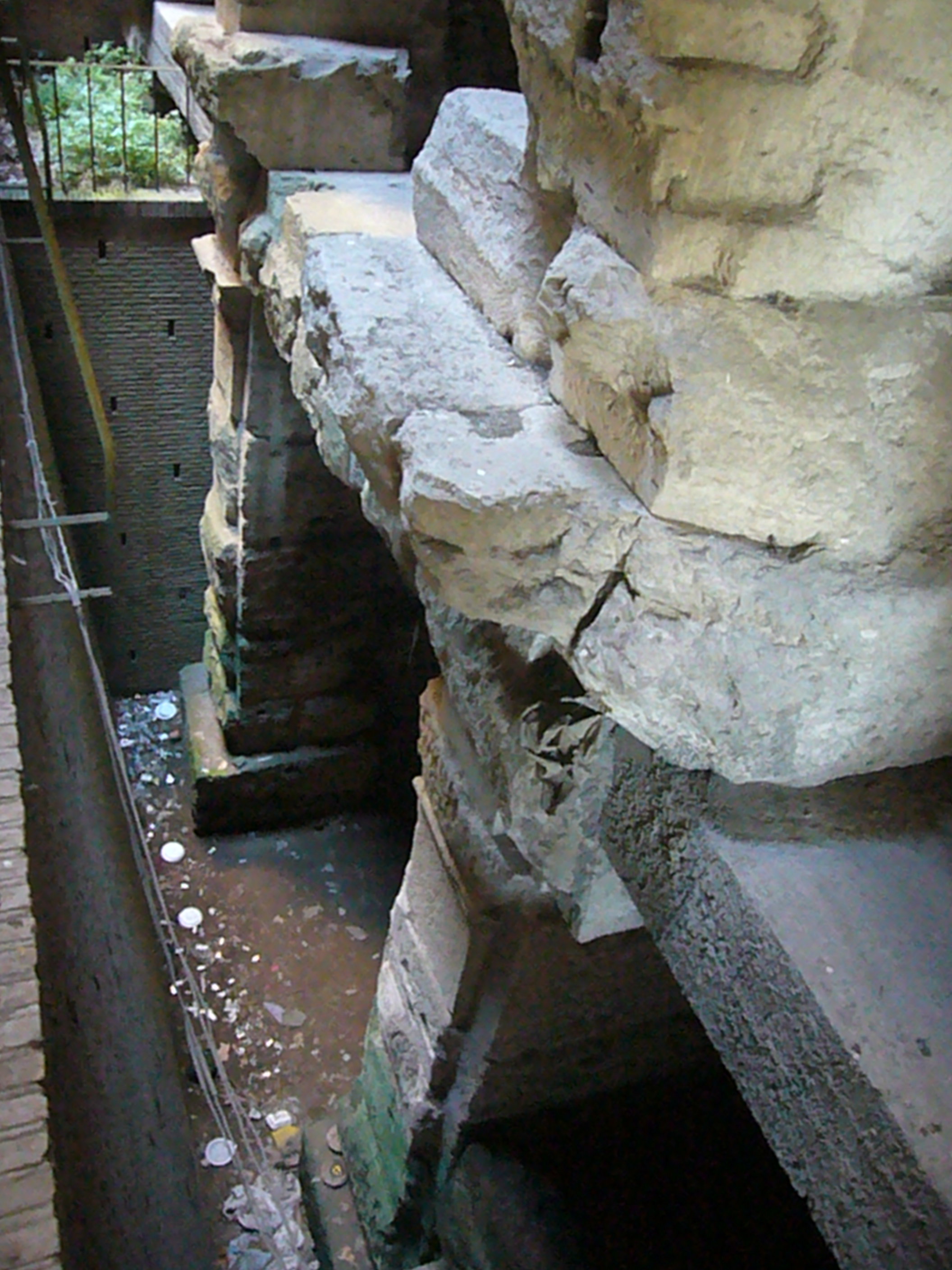
Partie inférieure du côté occidental soutenant la rangée d'arcade du niveau supérieur.

#### Côté septentrional
Le côté nord contient ce qui semble être un réservoir d'eau qui a pu alimenter un nymphée ou une fontaine. La structure en brique qui occupe le centre de ce côté descend vers le Colisée et présente des ouvertures typiques de conduits pour l'eau. À l'époque de Néron, la pente de la colline devait être entièrement recouverte par cette structure composée d'un escalier et de grandes fontaines dont l'eau chute en cascade. Un fragment d'une des fontaines, une proue de navire ornée de monstres marins et d'une tête de sanglier, a été mis au jour sur place. La structure, peut-être légèrement modifiée, semble avoir été conservée lors de la reconstruction sous Vespasien.

#### Côté oriental

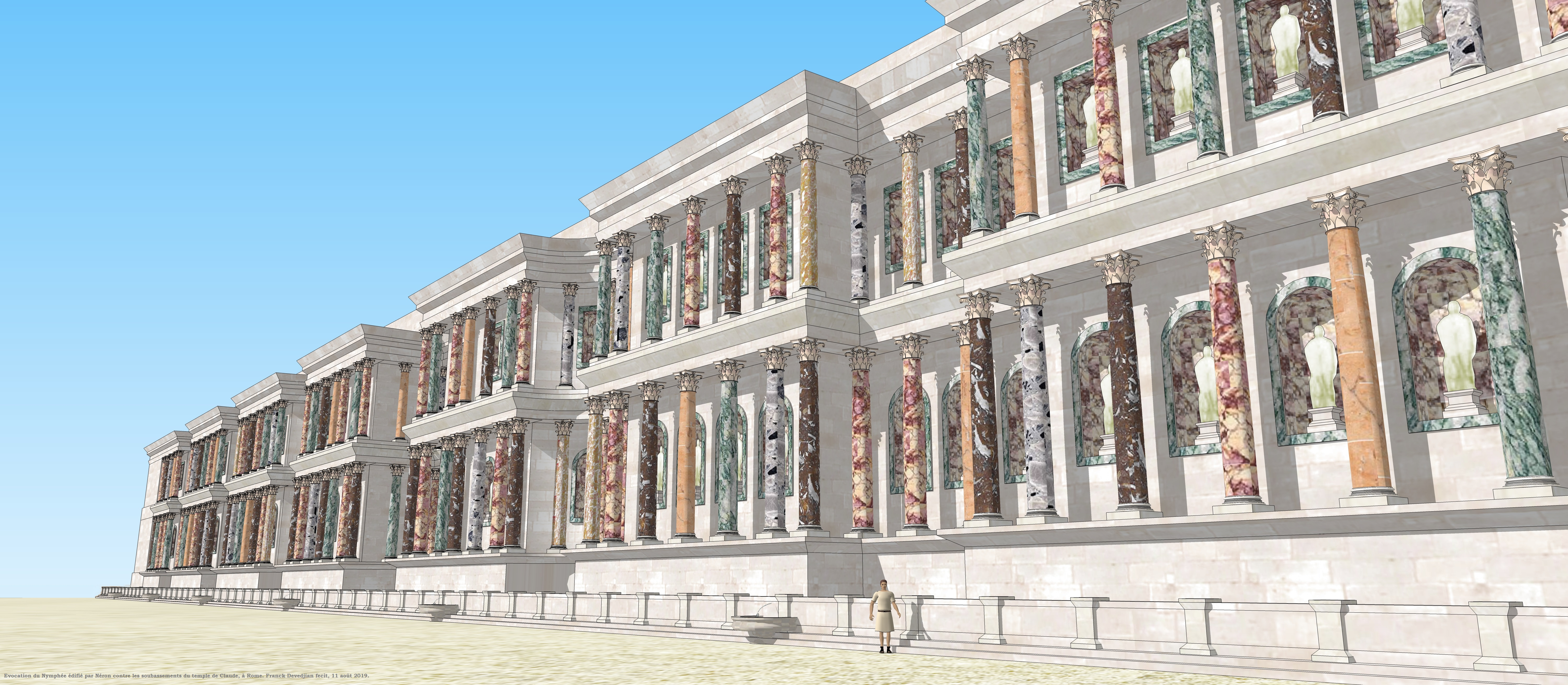
Evocation du grand nymphée édifié par Néron contre le temple de Claude

Le côté oriental est le mieux préservé. Ce côté du soubassement a été modifié par Néron après 64 apr. J.-C. qui en a fait un immense nymphée, précédé des jardins de sa Domus aurea. Il a été mis au jour lors de fouilles entreprises en 1880 à l'occasion de la construction de la Via Claudia moderne. La structure en béton couvert de briques longue de 167 mètres et haute de plus de 21 mètres se compose d'une alternance de sept absides rectangulaires et semi-circulaires symétriquement disposées autour d'une exèdre centrale plus grande et plus profonde, et séparées de la structure principale par d'étroits passages permettant la circulation de l'air. Les absides sont séparées deux à deux par des séries de trois ou quatre niches semi-circulaires beaucoup plus petites. Un portique à colonnade ou à arcade devait longer les fontaines avec les entrecolonnements ou les arches s'alignant avec les niches du nymphée en arrière-plan. La façade du nymphée devait être ornée d'une colonnade en marbres colorés. Les cascades et fontaines sont alimentées en eau grâce à l'aqueduc de l'Aqua Claudia que Néron a fait prolonger jusqu'à la terrasse du temple de Claude. Un canal placé dans le plafond voûté du portique récupère l'eau du nymphée et l'achemine vers le nord. La façade et ses colonnades ne sont pas détruites lors de la reprise des travaux par Vespasien mais les jardins en avant disparaissent rapidement sous les immeubles d'habitation et il n'est pas certain que le nymphée ait été maintenu en eau. C'est peut-être à ce nymphée que Suétone fait référence en employant le terme septizonium et qu'il utilise comme point de repère topographique pour situer la demeure que Vespasien occupe à Rome à partir de 39 apr. J.-C..

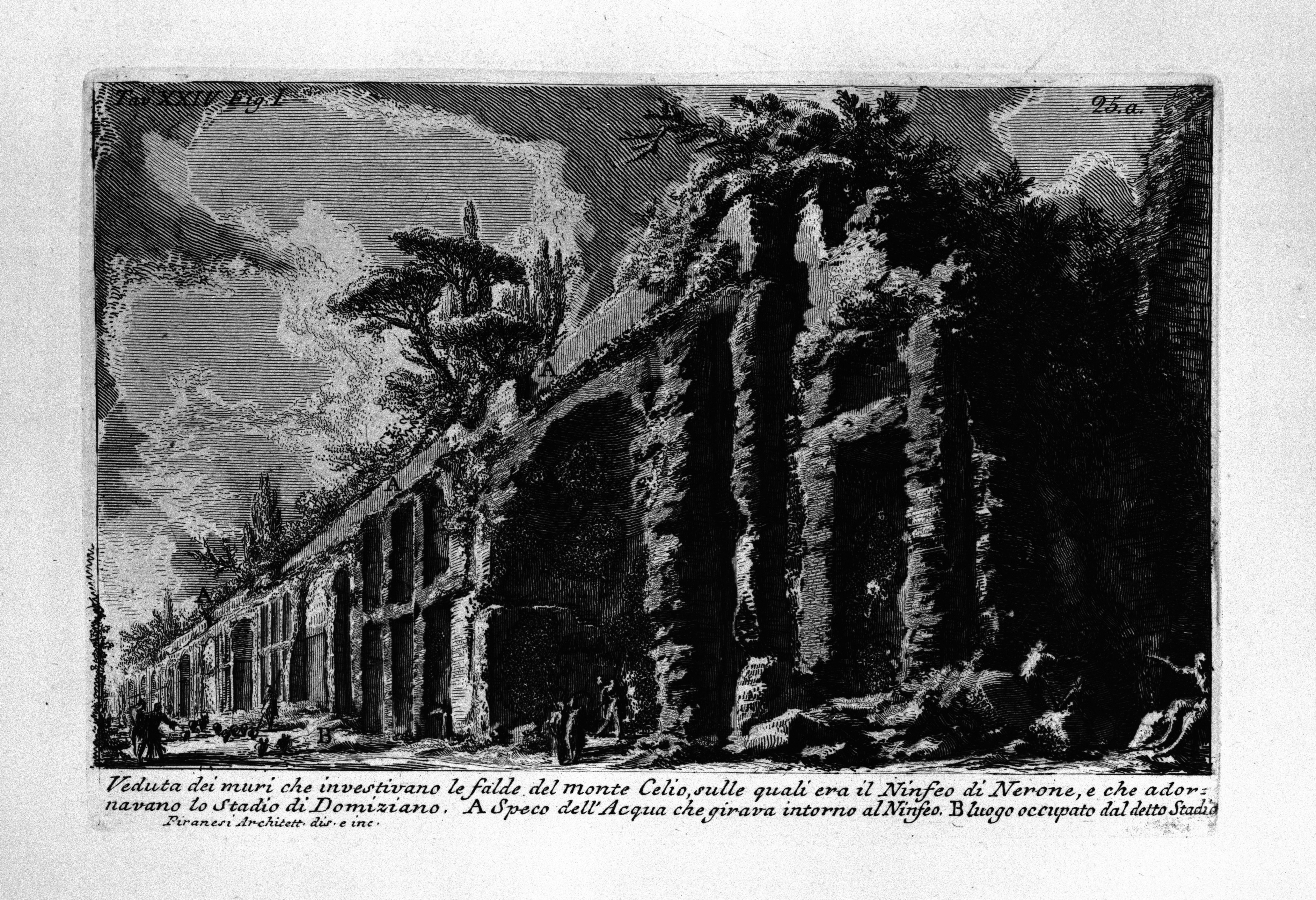
Vestiges du mur oriental réaménagé en nymphée monumental sous Néron, Piranèse.
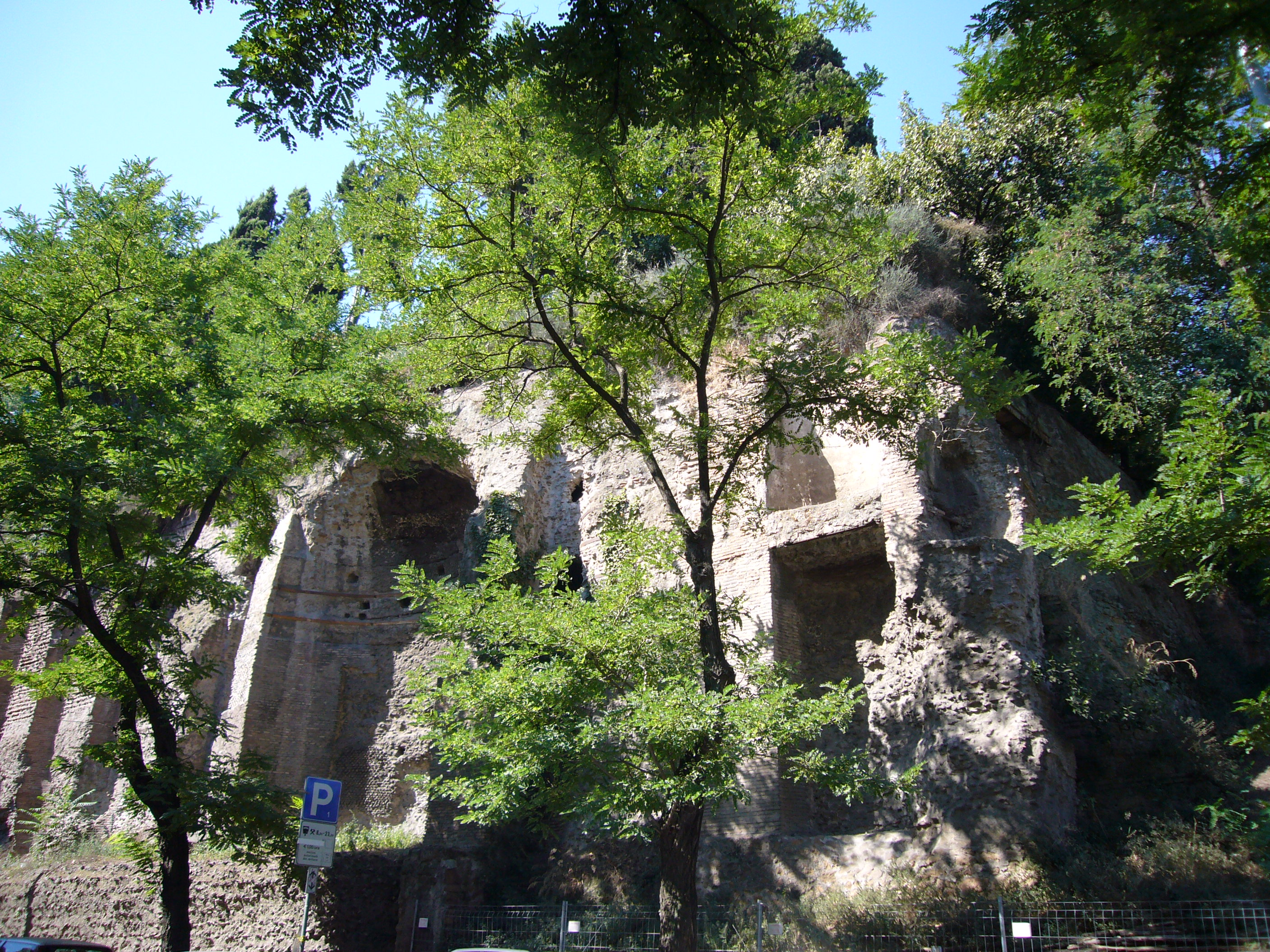
Vestiges du nymphée avec une grande abside.

#### Côté méridional et édifices annexes
Sur le côté sud, le mur de soutènement atteint une hauteur de 15 mètres. Il n'est aménagé avec des pièces voûtés que sur les extrémités. Le long du reste du mur ont été construits des bâtiments annexes durant la troisième phase de construction sous Vespasien. Leur plan n'est connu que grâce à la représentation qui en est fait sur la Forma Urbis et leur fonction demeure incertaine. Parmi ces édifices annexes, seul un, le plus grand, est directement relié au Claudianum. Il est construit selon un plan rectangulaire de 26 mètres de large pour 22,5 mètres de profondeur avec une abside dans l'axe contenant une base pour une statue, flanquée de chaque côté par deux pièces plus petites. Une porte placée au milieu du mur communique avec le portique de la terrasse. Selon une première hypothèse, cette salle absidale a pu abriter le culte des membres de la famille de Claude ainsi que de celle des Flaviens, contenant de nombreuses statues de membres tel qu'Agrippine, Britannicus ou Titus. Une autre hypothèse, s'appuyant sur une inscription qui permettrait une localisation au pied du temple de Claude, propose d'y voir une scholae, siège des sodales Augustales Claudiales ou du collegium Numinis Dominorum fondé par Vespasien.

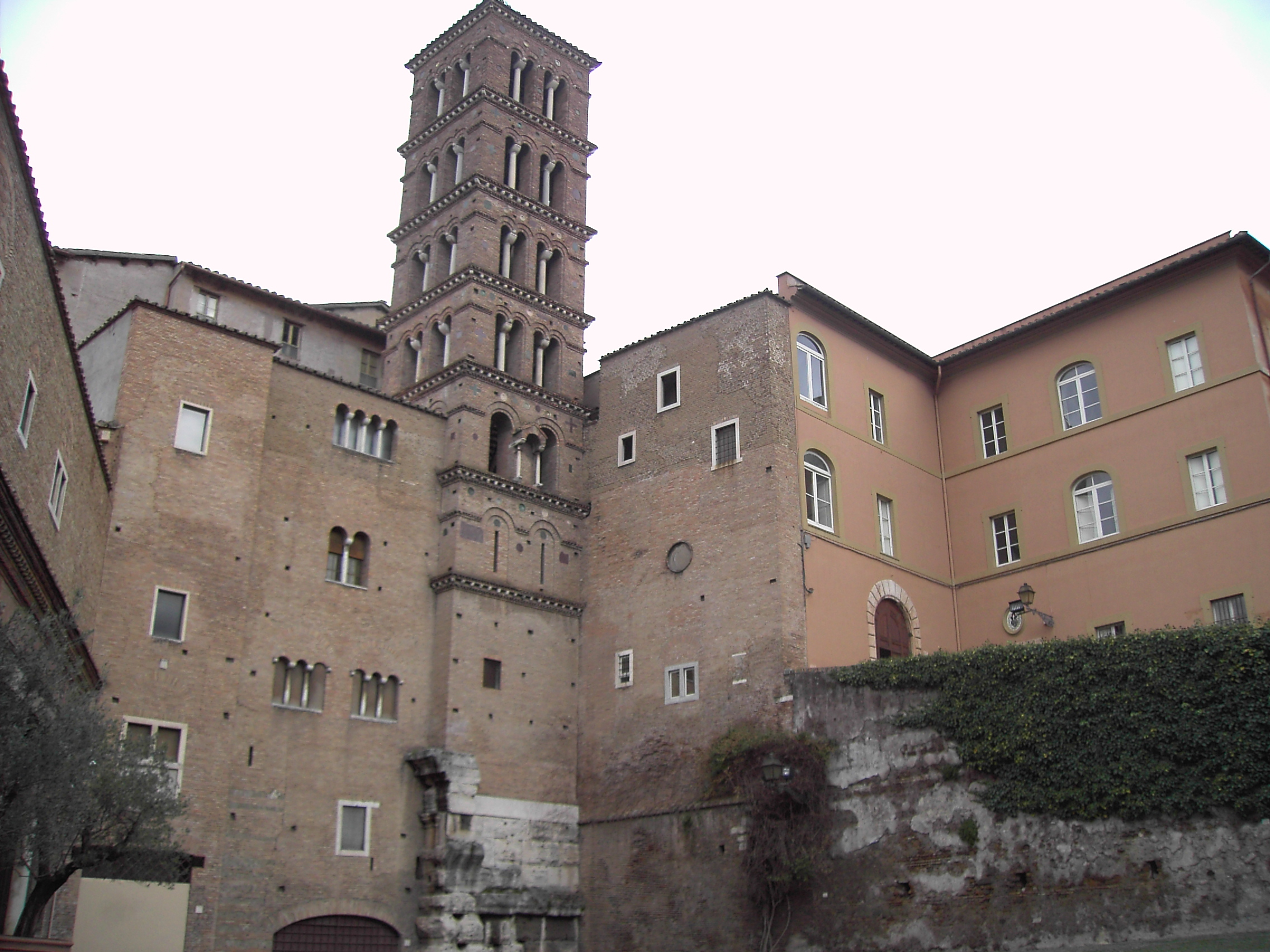
Localisation des vestiges du coin sud-ouest de la terrasse par rapport à la basilique Santi Giovanni e Paolo, le long du Clivus Scauri.
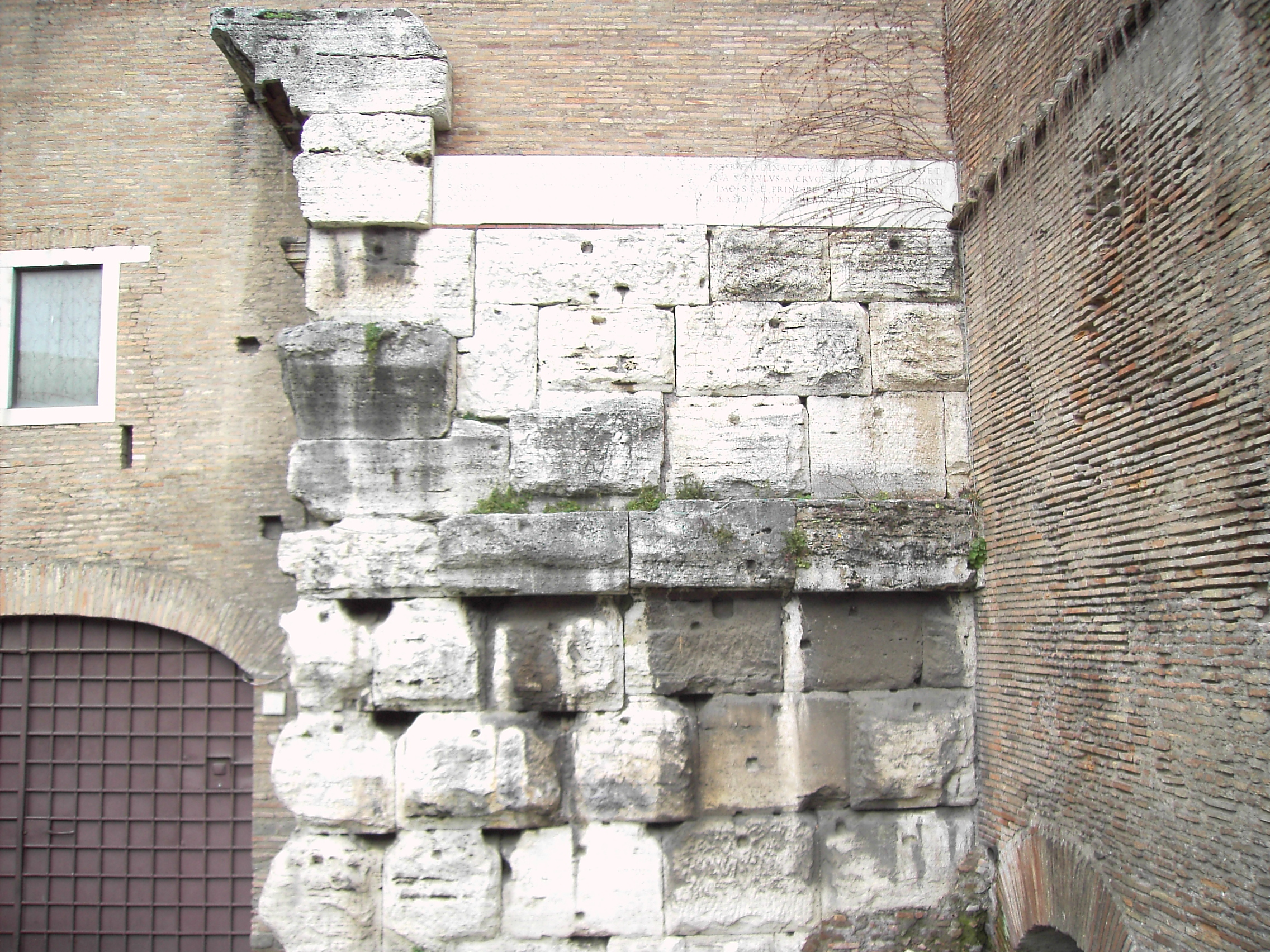
Détail des vestiges avec le départ d'une arche, un pilier dorique et une portion de l'entablement.

### Ouvrages généraux
- (en) Samuel Ball Platner et Thomas Ashby, A topographical dictionary of Ancient Rome, Londres, Oxford University Press, 1929, 608 p.
- (en) Filippo Coarelli, Rome and environs : an archaeological guide, University of California Press, 2007, 555 p. (ISBN 978-0-520-07961-8, lire en ligne)
- (en) Lawrence Richardson, A New Topographical Dictionary of Ancient Rome, Baltimore, (Md.), Johns Hopkins University Press, 1992, 488 p. (ISBN 0-8018-4300-6)
- Emmanuelle Rosso, « Culte impérial et image dynastique : les Divi et Divae de la Gens Flavia », dans Trinidad Nogales (dir.) et Julián González (dir.), Atti del Congresso « Culto Imperial : Politica y Poder », Mérida, « L'Erma » di Bretschneider, coll. « Hispania Antigua, Serie Arqueológica » (no 1), 2006, p. 125-151
- (it) Antonio Maria Colini, Storia e Topografia del Celio nell’antichità, Rome, 1944
- (it) Gianfilippo Carettoni, Antonio Maria Colini, Lucos Cozza et Guglielmo Gatti, La pianta marmorea di Roma antica, Rome, Ripartizione del Comune di Roma, 1960
- (en) Amanda Claridge, Rome : an Oxford archaeological guide, Oxford University Press, 2010, 288 p. (ISBN 978-0-19-954683-1, lire en ligne)

### Ouvrage sur Claude
- François Chausson, Geneviève Galliano et Ferrante Ferranti (Photographe), Claude, Lyon, 10 avant J.-C. : Rome, 54 après J.-C., un empereur au destin singulier, Lienart / Musée des beaux-arts de Lyon, 2018, 320 p. (ISBN 978-2-35906-255-7)

### Ouvrages sur le temple
- (it) Carlo Buzzetti, « Claudius, Divus, Templum », dans Eva Margareta Steinby (dir.), Lexicon Topographicum Urbis Romae : Volume Primo A - C, Edizioni Quasar, 1993, 480 p. (ISBN 88-7097-019-1), p. 277-278
- (es) Javier Á. Domingo, Ricardo Mar et Patrizio Pensabene, « El complejo aequitectònico del Templo del Divo Claudio en el Monte Celio de Roma », Archeologia Classica, "L'Erma" di Bretschneider, vol. LXIV, no II, 3,‎ 2013, p. 295-347
- (es) Javier Á. Domingo, Ricardo Mar et Patrizio Pensabene, « El Templum Divi Claudii : Decoración y elementos arquitectónicos para su reconstrucción », Archivo Español de Arqueología, no 84,‎ 2011, p. 207-230 (ISSN 0066-6742)